# لیستانی
لیستانی (به اسپانیایی: Estany) یک منطقهٔ مسکونی در اسپانیا است که در موینس واقع شده‌است. لیستانی ۱۰٫۲ کیلومتر مربع مساحت دارد.